# Spravazdača 1994–2004
Spravazdača 1994—2004 — сборник лучших песен белорусской рок-группы N.R.M. за 10 лет по итогам голосования среди слушателей, издан в 2004 году.

## Об альбоме
Spravazdača 1994—2004 представлен в двух изданиях — золотом и серебряном. В сборник вошли по три песни из каждого из пяти студийных альбомов, а также две новые песни («10», «Рок-н-рол не ўратуе»).
Первое («золотое», по цвету обложки) издание дополнительно содержит два эксклюзивных бонус-трека из первой демозаписи N.R.M., сделанной осенью 1994 года вместе с пятым участником группы, гитаристом Александром «Младшим» Дударем (в дальнейшем покинувшим коллектив). «Золотое» издание также содержит 12-страничный буклет с редкими фотографиями.
Песня «Катуй-ратуй» в 2009 году была отобрана на сборник «Budzma The Best Rock / Budzma The Best Rock/New».

## Список композиций
1. 10 (2004)
2. Рок-н-рол не ўратуе (2004)
3. Лёгкія-лёгкія (2002, Dom kultury)
4. Хавайся ў бульбу (2002, Dom kultury)
5. Юра, ёлкі-палкі, Коля (2002, Dom kultury)
6. Тры чарапахі (2000, Try čarapachi)
7. Катуй-ратуй (2000, Try čarapachi)
8. Мы жывем някепска (2000, Try čarapachi)
9. Паветраны шар (1998, Пашпарт грамадзяніна N.R.M.)
10. Песьні пра каханьне (1998, Пашпарт грамадзяніна N.R.M.)
11. Кумба (1998, Пашпарт грамадзяніна N.R.M.)
12. Партызанская (1996, Одзірыдзідзіна)
13. Песьня падземных жыхароў (1996, Одзірыдзідзіна)
14. Одзірыдзідзіна (1996, Одзірыдзідзіна)
15. LaLaLaLa (1995, ŁaŁaŁaŁa)
16. Белыя лебедзі (1995, ŁaŁaŁaŁa)
17. Бывай (1995, ŁaŁaŁaŁa)
18. Дзе тое слова? (1994) *
19. Зомбі (1994) *

* — только на «золотом» издании.